# سبیلچه‌مرغ
سبیلچه‌مرغ (نام علمی: Dasyornis) نام یک تیره از راسته گنجشک‌سانان است.

## گونه‌ها
- سبیلچه‌مرغ شرقی (Dasyornis brachypterus)
- سبیلچه‌مرغ حنایی (Dasyornis broadbenti)
- سبیلچه‌مرغ غربی (Dasyornis longirostris) - Vulnerable